# Barry Mills (irmandade ariana)
Barry Byron Mills (Windsor, 7 de julho de 1948 – Florence, 8 de julho de 2018) popularmente apelidado de O Barão, era um americano condenado penal e líder da Irmandade Ariana (AB). 

## Biografia
Barry foi encarcerado na prisão em uma idade jovem, onde ele subiu na hierarquia da AB organização nos anos 1970 e 80.
Ele faleceu em 8 de julho de 2018.